# Fußballnationalmannschaft der Cookinseln (U-20-Männer)
Die U-20-Fußballnationalmannschaft der Cookinseln ist eine Auswahlmannschaft von Fußballspielern der Cookinseln, welche der Cook Islands Football Association unterliegt.

## Geschichte
Die Mannschaft nahm erstmals nach ihrer Anerkennung durch die OFC an der U20-Ozeanienmeisterschaft 2001 teil. Danach nahm man einige Jahre nicht mehr an dem Turnier teil. Erst seit der Ausgabe im Jahr 2016 ist die Mannschaft durchgehend wieder dabei. Bei allen Teilnahmen gelang dieser zumindest immer mindestens ein Sieg. Trotzdem kam man nie über die Gruppenphase hinaus.

## Turnierbilanzen bei U-20-Ozeanienmeisterschaften
| U-20-Ozeanienmeisterschaft | U-20-Ozeanienmeisterschaft | U-20-Ozeanienmeisterschaft | U-20-Ozeanienmeisterschaft | U-20-Ozeanienmeisterschaft | U-20-Ozeanienmeisterschaft | U-20-Ozeanienmeisterschaft | U-20-Ozeanienmeisterschaft | U-20-Ozeanienmeisterschaft |
| Jahr                       | Teilnahme bis              | Gespielt                   | Gewonnen                   | Unentschieden              | Verloren                   | Tore                       | Gegentore                  | Tordifferenz               |
| -------------------------- | -------------------------- | -------------------------- | -------------------------- | -------------------------- | -------------------------- | -------------------------- | -------------------------- | -------------------------- |
| 1974                       | Kein OFC-Mitglied          | Kein OFC-Mitglied          | Kein OFC-Mitglied          | Kein OFC-Mitglied          | Kein OFC-Mitglied          | Kein OFC-Mitglied          | Kein OFC-Mitglied          | Kein OFC-Mitglied          |
| 1978                       | Kein OFC-Mitglied          | Kein OFC-Mitglied          | Kein OFC-Mitglied          | Kein OFC-Mitglied          | Kein OFC-Mitglied          | Kein OFC-Mitglied          | Kein OFC-Mitglied          | Kein OFC-Mitglied          |
| 1980                       | Kein OFC-Mitglied          | Kein OFC-Mitglied          | Kein OFC-Mitglied          | Kein OFC-Mitglied          | Kein OFC-Mitglied          | Kein OFC-Mitglied          | Kein OFC-Mitglied          | Kein OFC-Mitglied          |
| 1982                       | Kein OFC-Mitglied          | Kein OFC-Mitglied          | Kein OFC-Mitglied          | Kein OFC-Mitglied          | Kein OFC-Mitglied          | Kein OFC-Mitglied          | Kein OFC-Mitglied          | Kein OFC-Mitglied          |
| 1985                       | Kein OFC-Mitglied          | Kein OFC-Mitglied          | Kein OFC-Mitglied          | Kein OFC-Mitglied          | Kein OFC-Mitglied          | Kein OFC-Mitglied          | Kein OFC-Mitglied          | Kein OFC-Mitglied          |
| 1986                       | Kein OFC-Mitglied          | Kein OFC-Mitglied          | Kein OFC-Mitglied          | Kein OFC-Mitglied          | Kein OFC-Mitglied          | Kein OFC-Mitglied          | Kein OFC-Mitglied          | Kein OFC-Mitglied          |
| 1988                       | Kein OFC-Mitglied          | Kein OFC-Mitglied          | Kein OFC-Mitglied          | Kein OFC-Mitglied          | Kein OFC-Mitglied          | Kein OFC-Mitglied          | Kein OFC-Mitglied          | Kein OFC-Mitglied          |
| 1990                       | Kein OFC-Mitglied          | Kein OFC-Mitglied          | Kein OFC-Mitglied          | Kein OFC-Mitglied          | Kein OFC-Mitglied          | Kein OFC-Mitglied          | Kein OFC-Mitglied          | Kein OFC-Mitglied          |
| 1992                       | Kein OFC-Mitglied          | Kein OFC-Mitglied          | Kein OFC-Mitglied          | Kein OFC-Mitglied          | Kein OFC-Mitglied          | Kein OFC-Mitglied          | Kein OFC-Mitglied          | Kein OFC-Mitglied          |
| 1994                       | Kein OFC-Mitglied          | Kein OFC-Mitglied          | Kein OFC-Mitglied          | Kein OFC-Mitglied          | Kein OFC-Mitglied          | Kein OFC-Mitglied          | Kein OFC-Mitglied          | Kein OFC-Mitglied          |
| 1997                       | Kein OFC-Mitglied          | Kein OFC-Mitglied          | Kein OFC-Mitglied          | Kein OFC-Mitglied          | Kein OFC-Mitglied          | Kein OFC-Mitglied          | Kein OFC-Mitglied          | Kein OFC-Mitglied          |
| 1998                       | Kein OFC-Mitglied          | Kein OFC-Mitglied          | Kein OFC-Mitglied          | Kein OFC-Mitglied          | Kein OFC-Mitglied          | Kein OFC-Mitglied          | Kein OFC-Mitglied          | Kein OFC-Mitglied          |
| & 2001                     | Gruppenphase               | 5                          | 1                          | 1                          | 3                          | 3                          | 21                         | -18                        |
| & 2002                     | Keine Teilnahme            | Keine Teilnahme            | Keine Teilnahme            | Keine Teilnahme            | Keine Teilnahme            | Keine Teilnahme            | Keine Teilnahme            | Keine Teilnahme            |
| 2005                       | Keine Teilnahme            | Keine Teilnahme            | Keine Teilnahme            | Keine Teilnahme            | Keine Teilnahme            | Keine Teilnahme            | Keine Teilnahme            | Keine Teilnahme            |
| 2007                       | Keine Teilnahme            | Keine Teilnahme            | Keine Teilnahme            | Keine Teilnahme            | Keine Teilnahme            | Keine Teilnahme            | Keine Teilnahme            | Keine Teilnahme            |
| 2008                       | Keine Teilnahme            | Keine Teilnahme            | Keine Teilnahme            | Keine Teilnahme            | Keine Teilnahme            | Keine Teilnahme            | Keine Teilnahme            | Keine Teilnahme            |
| 2011                       | Keine Teilnahme            | Keine Teilnahme            | Keine Teilnahme            | Keine Teilnahme            | Keine Teilnahme            | Keine Teilnahme            | Keine Teilnahme            | Keine Teilnahme            |
| 2013                       | Keine Teilnahme            | Keine Teilnahme            | Keine Teilnahme            | Keine Teilnahme            | Keine Teilnahme            | Keine Teilnahme            | Keine Teilnahme            | Keine Teilnahme            |
| 2014                       | Keine Teilnahme            | Keine Teilnahme            | Keine Teilnahme            | Keine Teilnahme            | Keine Teilnahme            | Keine Teilnahme            | Keine Teilnahme            | Keine Teilnahme            |
| & 2016                     | Gruppenphase               | 6                          | 2                          | 1                          | 3                          | 8                          | 10                         | −2                         |
| & 2018                     | Vorrunde                   | 3                          | 1                          | 0                          | 2                          | 2                          | 5                          | −3                         |
| 2022                       | Gruppenphase               | 3                          | 1                          | 0                          | 2                          | 4                          | 11                         | −7                         |
| Total                      | 4                          | 17                         | 5                          | 2                          | 10                         | 17                         | 47                         | -30                        |